# Château de Chazeron
Le château de Chazeron est situé dans le département du Puy-de-Dôme sur la commune de Loubeyrat, canton de Manzat, en France.

## Histoire

### Les origines: un oppidum gaulois
D'après la légende racontée dans les tablettes de Theonugus l'ancien, sur la colline de Chazeron s'élevait une source sacrée. Les dieux firent don aux ours environnants de la raison et ils bâtirent un temple à cet endroit.
Ce récit fait référence a un ancien culte gaulois autour de divinités en lien avec l'ours et l'eau. Un culte dévoué à Matugenos ( fils des ours ) ou plus probablement à Grannos et Sirona. Une aura sacrée que les peuplades locales auraient associé à la présence de la source de la Vachère et des sources thermales de la ville de Châtel-Guyon en contrebas, dont les propriétés étaient probablement déjà connues par les druides locaux. Ces lieux avaient ainsi une signification d'ordre spirituelle. De plus, l'ours étant un animal chargé en symbolique, leur présence octroie le rôle d'intermédiaire entre les dieux et les hommes. Une observation qui est cohérente par rapport à l'importance de la colline. Par les anciens peuples celtes dont les Arvernes.
Plus sûrement, le château est à l'origine un oppidum du IVe siècle av. J.-C. Fortifié pour des raisons tactiques, la place forte ne sera prise qu'une fois consécutivement à un siège de trois mois. À l'arrivée des Romains, les habitants comprirent où allait leur intérêt et se joignirent aux troupes romaines. Pour les récompenser, Jules César leur fit don en 53 av. J.-C. des terres environnantes. De -52 à 329, on ne trouve guère plus de traces de ce château dans l'histoire. Il reparaît en 329 dans les Chroniques du seigneur Cel où l'échec du siège par les mercenaires du seigneur voisin (les Tarasks : « briseurs de boucliers » en gaélique) est narré.

### Construction du château fort

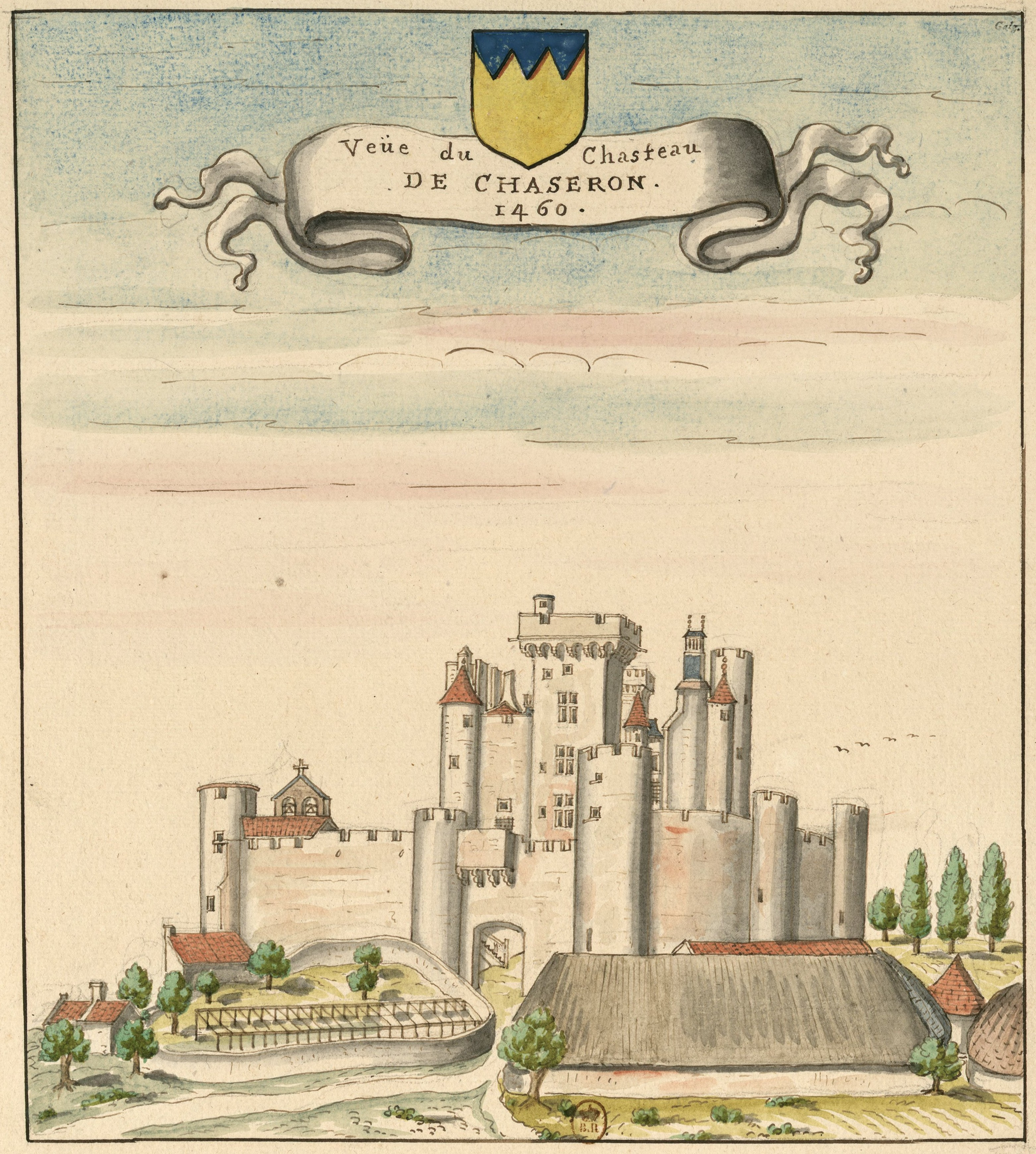
Le château de Chazeron vu par Guillaume Revel vers 1460.

Le château ne subira pas d'autres faits d'armes ou modifications jusqu'au XIe siècle. On peut parler de l'apogée de ce château puisque c'est à ce moment-là que le donjon est bâti ainsi que les dix-sept tours d'angle. Les travaux prendront 68 ans. Le château était alors l'un des plus impressionnants du comté et sa seigneurie s'étendait de l'actuel Châtel-Guyon jusqu'à L'Étramaille. On peut observer quelques similitudes architecturales avec le château d'Usson ( aujourd'hui disparu ), alors capitainerie. Signe qu'il devait remplir un rôle géostratégique équivalent.
Peu de modifications eurent lieu jusqu'au XVIIe siècle.

### XVIIesiècle
Louis XIV doit se rendre à Chazeron pour décorer le marquis François de Monestay de Chazeron en remerciement de ses faits de guerre en Espagne, en Belgique et en Meuse. Pour accueillir le roi, le marquis de Chazeron commande en 1688 à l'architecte Jules Hardouin-Mansart la transformation du château médiéval en résidence, à l'image de Versailles. Devant la forteresse, qui est elle-même agrémentée, deux ailes de style classique sont construites de part et d'autre d'une grande cour. LeNôtre est mobilisé pour dessiner et construire les jardins sur sa partie Sud.
Chazeron avait de bons argument pour être la demeure officielle du Roi et de sa cour, notamment celui d'être un excellent pavillon de chasse bien isolé. Malheureusement le marquis mourra avant la fin des travaux. Il sera décoré à titre posthume par le Roi-Soleil. Le château, lui, deviendra une école de formation de sa cavalerie d'élite. Probablement la Maison du Roi.
On suppose que la gestion de l'eau pour les fontaines aurait posé un obstacle aux ambitions de Louis XIV, qui s'est rétracté sur un pavillon de chasse plus accessible : Versailles.

### Seconde Guerre mondiale
Durant la Seconde Guerre mondiale, le château de Chazeron servit de prison d'État au régime de Vichy pour y interner ceux que le maréchal Pétain jugeait responsables de la défaite de 1940. Le 6 septembre, Édouard Daladier arrivait, suivi jusqu'au 13 de Georges Mandel, Paul Reynaud, Maurice Gamelin et Léon Blum. Ils furent emprisonnés dans le château jusqu'à la mi-novembre 1940, avant d'être transférés au château de Bourassol pour Blum, Daladier et Gamelin, dans d'autres lieux pour Mandel et Reynaud. Chacun devant payer de leur propre moyens leur détention.Les procès de Riom suivirent.
Le château fut ensuite converti en collège des chantiers de la jeunesse française ( et agricole ) - dit CJF à partir de 1942.

## Architecture
Le donjon daterait du XIe siècle et avec la demeure seigneuriale du XVe siècle, il forme un ensemble de bâtiments flanqués de tours entourant une cour.
Au XVIIe siècle une aile a été détruite pour ouvrir cette cour sur l'esplanade et la transformer en cour d'honneur. L'accès se fait par un portique à jour précédé d'un perron à double rampe.
Les communs à un étage mansardé sont situés de part d'une esplanade fermée. Dans les jardins et en dehors du château se trouvent des vestiges de bâtiments du XVIIIe siècle.
Le château, la grande cour d'honneur et les bâtiments des communs sont classés au titre des monuments historiques par décret du 2 juin 1944.

## Parc et jardins
Le parc du château de Chazeron a été dessiné au XVIIe siècle lors des travaux d'ouverture de la cour et repris au XVIIIe siècle. Il est inscrit au pré-inventaire des jardins remarquables.

## Galerie

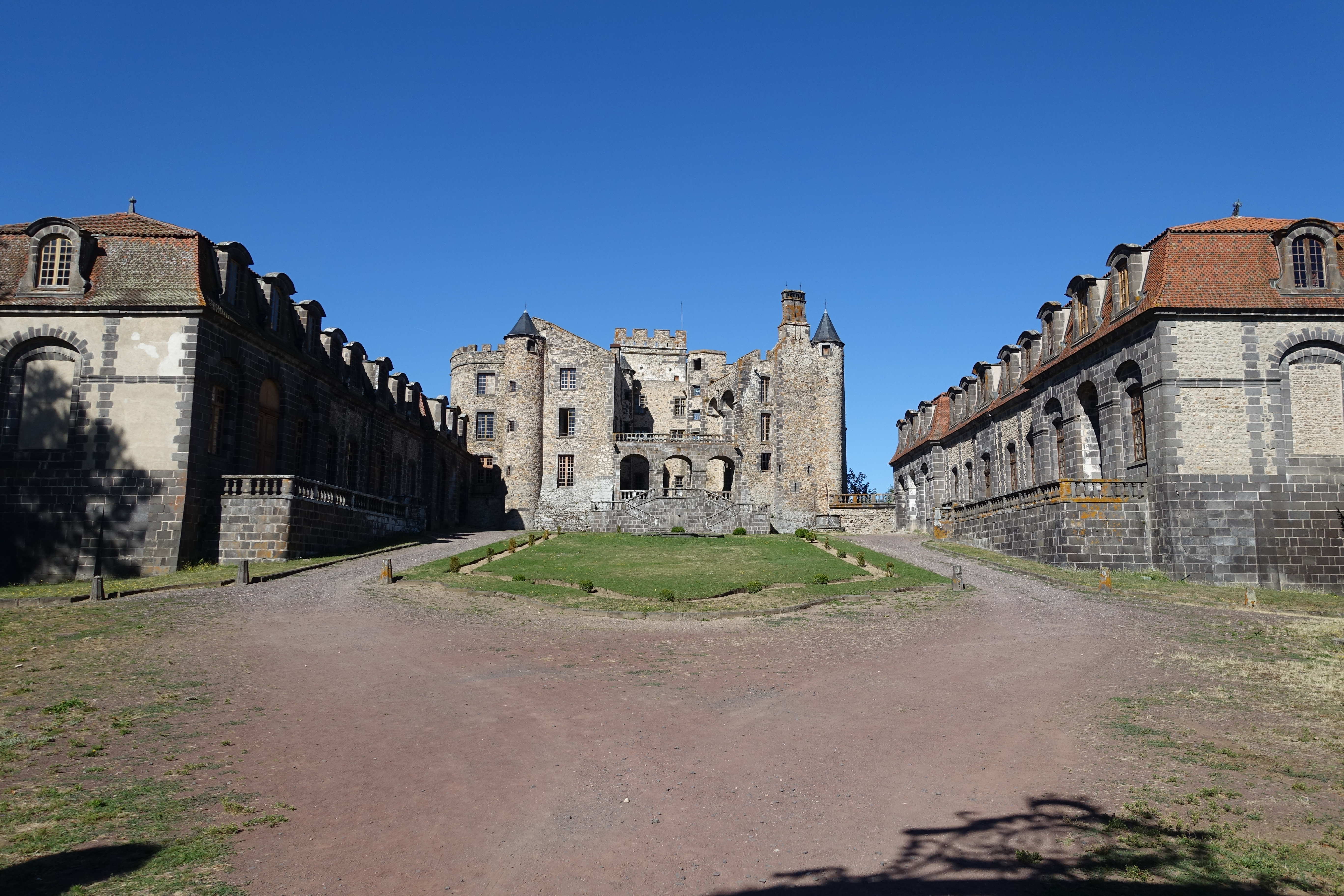
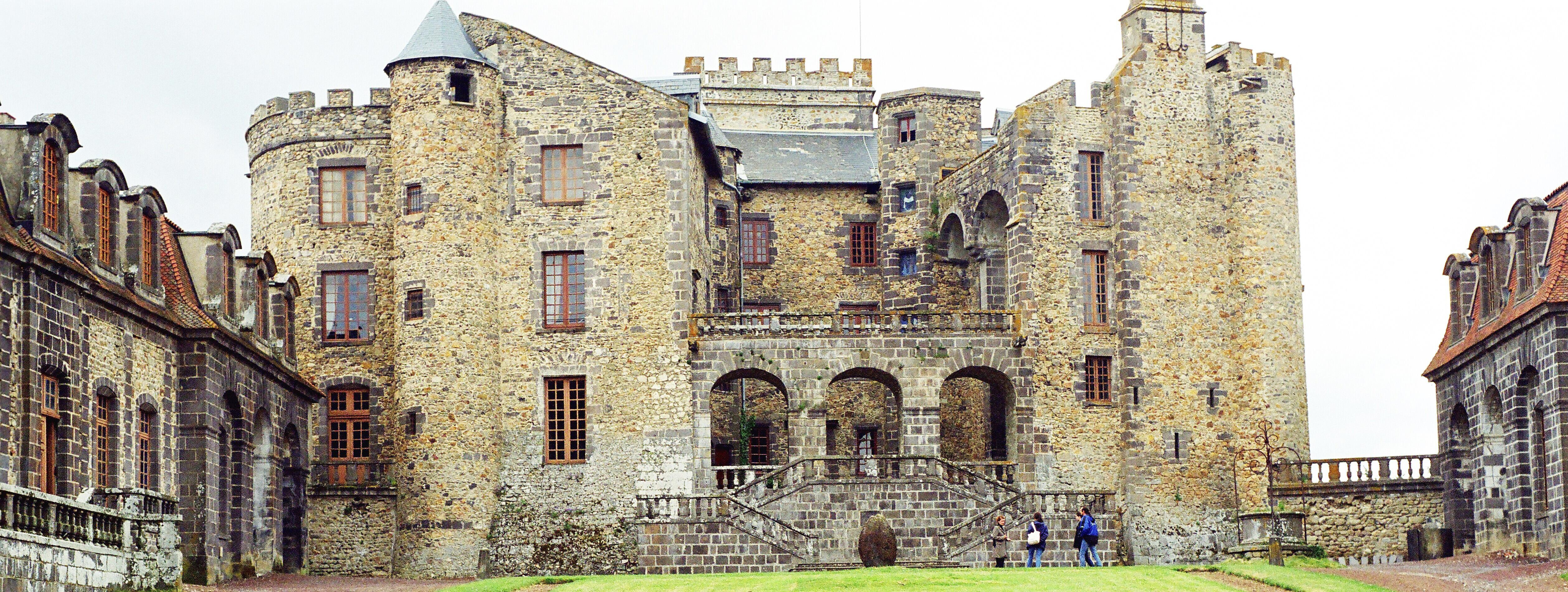
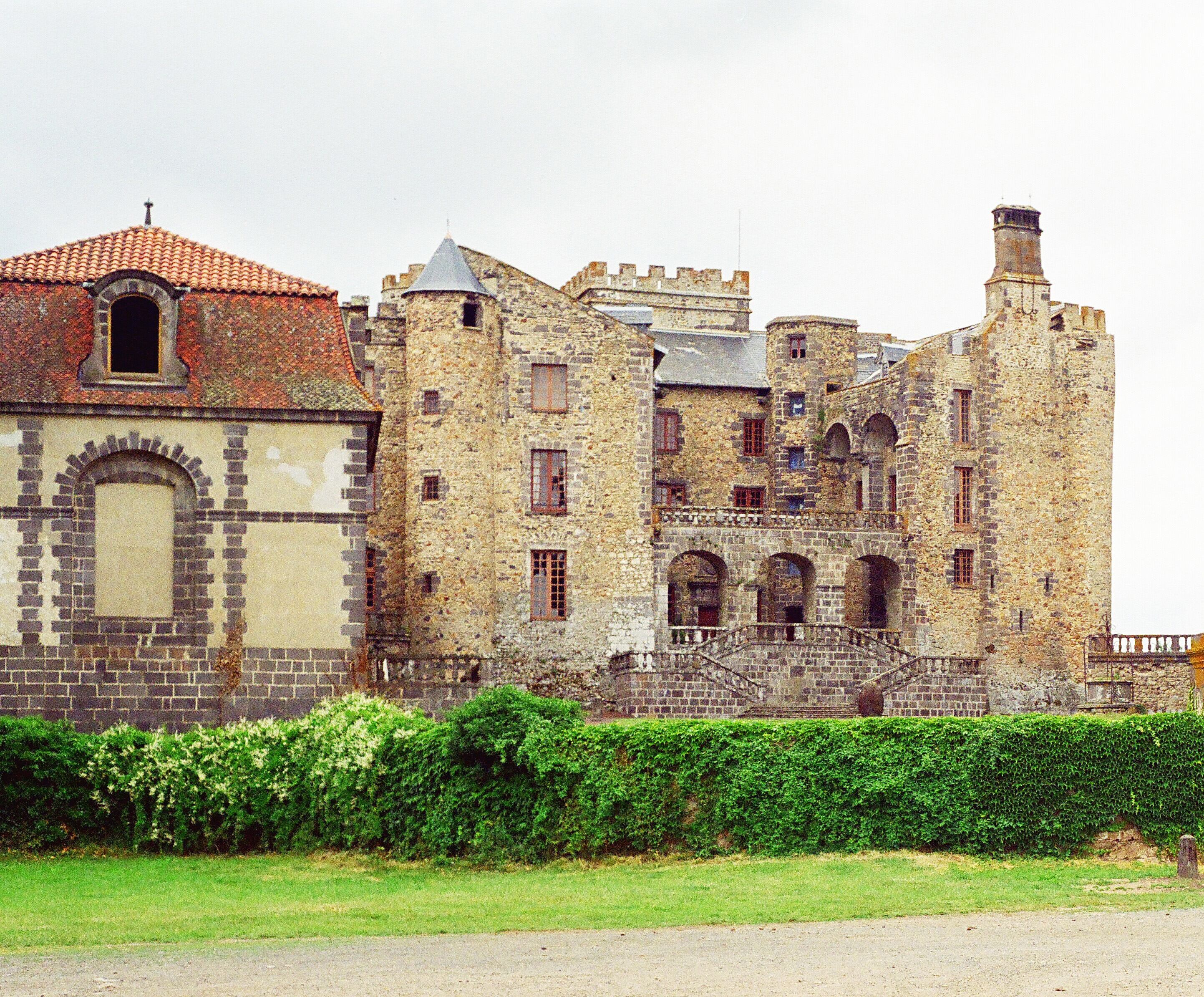
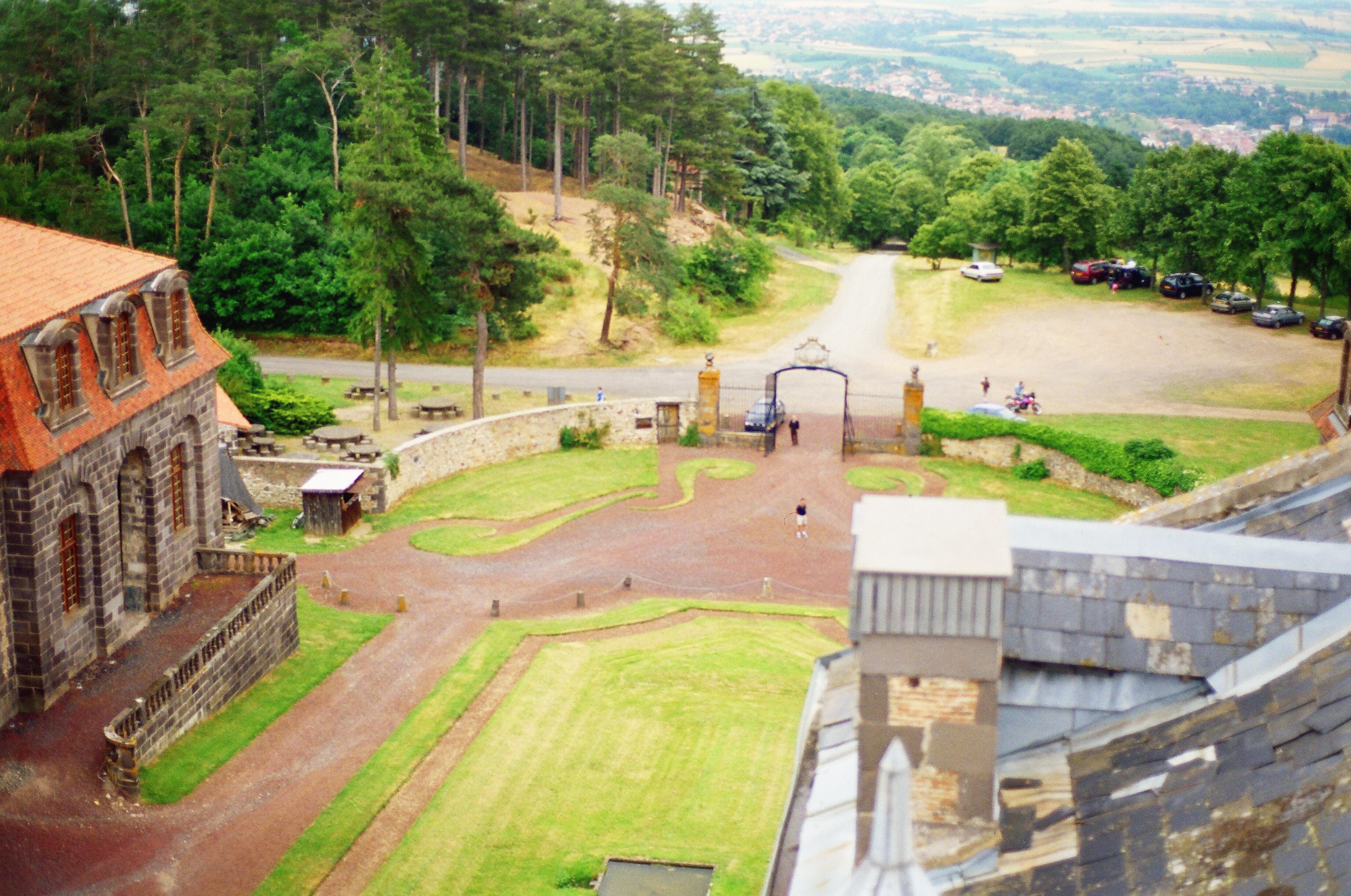